# لائوری جینکینز
لائوری جینکینز  (زاده اوت 1964) یک سیاستمدار، وکیل، مقامدار اداره بهداشت آمیریکایی اهل تاکوما، واشنگتن است.جینکینز نماینده ناحیه 27 در مجلس ایالتی واشینگتن است . او جزو حزب دموکرات است، و از ژانویه 2020 به عنوان رئیس مجلس مشغول به کار بوده است.